# Pénzesgyőr
Pénzesgyőr es un pueblo ubicado en el distrito de Zirc, en el condado de Veszprém, Hungría.

## Superficie
Posee una superficie de 17,65 kilómetros cuadrados.

## Demografía
Hasta 2019 la población era de 335 habitantes, con una densidad de población de 18,98 habitantes por kilómetro cuadrado.